# Fabian Scheidler
Fabian Scheidler (* 1968 in Bochum) ist ein deutscher Autor und Dramaturg. Er ist Mitbegründer des unabhängigen Fernsehmagazins Kontext TV und hat viele Jahre als Dramaturg für das Grips-Theater gearbeitet. Für seine publizistisch-künstlerische Tätigkeit bei Attac bekam er 2009 den Otto-Brenner-Medienpreis für kritischen Journalismus.

## Leben
Scheidler studierte Geschichte und Philosophie an der Freien Universität Berlin und Theaterregie an der Hochschule für Musik und Darstellende Kunst in Frankfurt am Main.
Seit 2001 arbeitet er als freischaffender Autor für Printmedien, Fernsehen, Theater und Oper.
Im Jahr 2009 gründete er mit David Goeßmann das unabhängige Fernsehmagazin Kontext TV, das regelmäßig Sendungen zu Fragen globaler Gerechtigkeit und Ökologie produziert. 2010 war er Programmkoordinator des Attac-Bankentribunals in der Volksbühne am Rosa-Luxemburg-Platz.
Als Dramaturg und Theaterautor arbeitete er viele Jahre für das Berliner Grips Theater. 2013 wurde seine Oper „Tod eines Bankers“ am Gerhart-Hauptmann-Theater Görlitz uraufgeführt.
2015 erschien Fabian Scheidlers Buch „Das Ende der Megamaschine. Geschichte einer scheiternden Zivilisation“ im Promedia Verlag (Wien).

## Werke

### Bücher
- Gibt es ein Leben nach dem Wachstum? In: Perspektiven! VSA, Hamburg 2004.
- zusammen mit Stefanie Kaluza, Marc Amann: Theater in Bewegung. Globale Gerechtigkeit spielend voranbringen. Ein Handbuch. Hrsg. von Grips Werke e.V., Berlin 2010, ISBN 978-3-00032631-8.
- Das Ende der Megamaschine. Geschichte einer scheiternden Zivilisation. Promedia, Wien 2015, ISBN 978-3-85371384-6, Inhaltsverzeichnis. (englischer Titel: The End of the Megamachine, zer0 books 2020; französischer Titel: La Fin de la mégamachine, La Seuil 2020)
- Chaos: Das neue Zeitalter der Revolutionen. Promedia, Wien 2017, ISBN 978-3-85371426-3.
- Die volle und die leere Welt. Essays und Bilder. thinkOya, Klein Jasedow 2019, ISBN 978-3-94729606-4.
- Wege zu einer zukunftsfähigen Ökonomie. Die Krise des Lebens auf der Erde und der große Umbau der Gesellschaft. Philosophische Gespräche, Heft  60, Helle Panke, Berlin 2020.
- Der Stoff, aus dem wir sind: Warum wir Natur und Gesellschaft neu denken müssen. Piper 2021, ISBN 978-3-49207060-7.
- Das geistige Feld. Essentialien des Theaters. Mit einem Vorwort von Roberto Ciulli. Alexander Verlag Berlin, ebenda 2021, ISBN 978-3-89581-570-6.

### Theater
- Prima Klima. Theaterstück für Menschen ab sechs, uraufgeführt am Grips-Theater Berlin 2007
- Tod eines Bankers. Oper von Fabian Scheidler (Konzept und Libretto) und Andreas Kersting (Musik), uraufgeführt am Gerhart-Hauptmann-Theater Görlitz-Zittau 2013

## Auszeichnungen
- 2009: Für seine publizistische Tätigkeit bei Attac bekam er den Otto-Brenner-Medienpreis für kritischen Journalismus.
- 2015: proZukunft Top Ten der Zukunftsliteratur 2015 für Das Ende der Megamaschine. Geschichte einer scheiternden Zivilisation[1]